# Калининградский областной музыкальный театр
Калининградский областной музыкальный театр — государственный музыкальный театр Калининградской области Российской Федерации, созданный в 2001 году в Калининграде.
Полное официальное наименование — «Государственное автономное учреждение Калининградской области „Калининградский областной музыкальный театр“», сокращённое наименование — «ГАУ КО КОМТ».

## История
История Калининградского областного музыкального театра началась в 1992 году, когда его основатель и художественный руководитель, Заслуженный деятель искусств России Валерий Иванович Лысенко создал в Калининграде театральную антрепризу «ЛиК», первым спектаклем которой стал «Король Лир» У.Шекспира в постановке Евгения Марчелли. Был объявлен набор в театральную студию, располагавшуюся в здании бывшего телецентра Калининграда, и вскоре появился первый студийный спектакль «Город нашей юности» в постановке Лауреата Государственной премии А. Попова, режиссёра Валерия Васильевича Бухарина.
Молодой театральный коллектив начал обучение в Калининградском отделении Российской Академии театрального искусства (РАТИ — ГИТИС). Первый и второй набор студентов в Мастерскую народного артиста России, проф. РАТИ-ГИТИС Леонида Ефимовича Хейфеца стал основой труппы «Музыкального театра на Бассейной». Третий набор в Мастерскую народного артиста СССР Г. П. Анисимова и четвёртый набор в Мастерскую Народного артиста России Д. А. Бертмана, художественного руководителя Московского музыкального театра «Геликон-опера» также вошёл в труппу театра.
Официальное открытие Калининградского областного музыкального театра состоялось 21 декабря 2001 года премьерой оперетты И.Штрауса «Летучая мышь» в постановке Дмитрия Бертмана. Это был первый спектакль из многих в рамках Совместного проекта Калининградского областного музыкального театра и Московского музыкального театра «Геликон-опера». Главным режиссёром проекта стал народный артист России, неоднократный лауреат национальной театральной премии «Золотая Маска» Дмитрий Бертман. Дирижёры, солисты, художники «Геликон-опера» творчески участвуют в музыкальных спектаклях Калининградского областного музыкального театра, более десяти знаменитых опер, оперетт, гала-концертов за два десятка лет деятельности Совместного проекта вошли в репертуар Калининградского областного музыкального театра.
Репертуар Калининградского областного музыкального театра разнообразен и отличается от традиционного репертуара музыкальных театров России. Кроме опер, оперетт и концертных программ, в его афишу входят мюзиклы для детской и взрослой аудитории, рок-оперы, музыкальные драмы, спектакли по классическим произведениям, музыкальные сказки и экспериментальные постановки на стыке разных жанров. Важной страницей репертуара стали такие спектакли, как «Лисистрата» Аристофана, «Гроза» А. Н. Островского, «Затмение» Е.Гришковца, мюзиклы «Моби Дик» по Г.Мелвиллу и «Левша» по Н.Лескову, «Турандот» К.Гоцци, оперетты «Моя прекрасная леди» Ф.Лоу и «Цыганская любовь» Ф.Легара в постановке Д.Бертмана, «Королевские игры» Г.Горина и многие другие спектакли. В детской афише театра более двух десятков мюзиклов и музыкальных сказок.
В 2018 году основатель и художественный руководитель театра Заслуженный деятель искусств России Валерий Иванович Лысенко был награждён «Орденом за заслуги перед Калининградской областью».
С 2019 года художественным руководителем Калининградского областного музыкального театра стала Альфер Елена Валентиновна.

## Спектакли
- П. И. Чайковский «Иоланта» Опера.
- С.Рахманинов «Алеко» Опера.
- Н. А. Римский-Корсаков, В. А. Моцарт «Моцарт и Сальери. Реквием.» Опера.
- Дж. Россини «Севильский цирюльник» Опера.
- В. А. Моцарт «Директор театра» Комическая опера.
- П. И. Чайковский «Евгений Онегин» Опера.
- Н. А. Римский-Корсаков «Евгений Онегин» Опера.
- Дж. Верди «Травиата» Опера.
- Ж.Бизе «Кармен» Опера.
- И.Кальман «Сильва» Оперетта.
- Ж.Оффенбах «Муж за дверью», «Званый ужин с итальянцами» Оперетты.
- И.Кальман «Принцесса цирка» Оперетта.
- Ф.Легар «Цыганская любовь» Оперетта.
- И.Штраус «Летучая мышь» Оперетта.
- О.Исупова-Долинская, Е.Загот, К.Шебелян «Винил» Мюзикл.
- Ю.Донская, Е.Муравьев «Приключения титулованной особы» Мюзикл.
- А.Шевцов «Игорный дом» Мюзикл (по «Пиковой даме» А. С. Пушкина).
- О.Болычева «Любить Нерона» Рок-драма.
- Митч Ли «Человек из Ламанчи» Мюзикл.
- А.Рыбников «Хоакин» Рок-опера (по рок-опере «Звезда и Смерть Хоакина Мурьеты»).
- А.Шелыгин «Необыкновенный талант» Мюзикл (по «Каштанке» А. П. Чехова).
- Дж. Гершвин «Хиты Бродвея — Великий Гершвин» Гала-концерт.
- «История любви» Концерт хитов XX века.
- А. Н. Островский «Бесприданница» Музыкально-фольклорная драма.
- А. П. Чехов «Вишневый сад» Комедия.
- А.Дударев «Мы выживем» Героическая баллада (по пьесе «Не покидай»).
- П. О. Бомарше «Женитьба Фигаро» Комедия.
- Н.Эрдман «Жизнь прекрасна» Комедия (по пьесе «Самоубийца»).
- Е.Шашин, Е.Муравьев «Волшебное кольцо» Мюзикл для детей.
- Е.Шашин, Е.Муравьев, Т.Иванова «Виват, Мюнхгаузен!» Мюзикл для детей.
- Е.Шашин, Н.Кузьминых «Царевна — Лягушка» Мюзикл для детей и другие спектакли

## Труппа

### Солисты
- Александр Дудницкий
- Елена Альфер
- Елена Артамонова
- Илья Крестоверов
- Мария Герасимова
- Мария Мухомедьярова
- Мария Свежинская.
- Надежда Данцева
- Ольга Литвинова
- Сергей Сельдяков
- Сергей Егоров
- Сергей Тарасов

### Артисты
- А. А. Алейник
- А. Н. Наут
- А. В. Круглов
- А. А. Арнтгольц
- А. А. Топорков
- В. В. Бухарин
- В. В. Оруджева
- Г. В. Окунева
- Г. Е. Мухомедьяров
- Е. А. Макаревич
- Е. В. Князева
- Е. Э. Мочалова
- И. П. Негодяев
- И. В. Рихтер
- М. Р. Петров
- Н. Д. Хасанов
- Н. В. Синицына
- Н. А. Перлухин
- О. С. Синицын
- Р. В. Левен
- Ю. В. Домаш
- Ю. Русакова

## Гастроли
2005 год — гастроли музыкального спектакля Б.Брехта, К. Вайля «ТРЕХГРОШЕВАЯ ОПЕРА» и оперы Н.Римского-Корсакова «ЦАРСКАЯ НЕВЕСТА» в гг. Гданьск, Тчеф, Ольштын (Польша)
2007 год — гастроли мюзикла А.Шевцова «ЛЕВША» в рамках «Дни Русской Культуры в Литве» (г. Вильнюс, Литва)
2007 год — гастроли комедии П.Бомарше «ЖЕНИТЬБА ФИГАРО» (г. Ольштын, Польша)
май 2010, 2011, 2012, 2013, 2018 гг.— Концерты в честь Дня Победы (г. Клайпеда Литва)
июнь 2013 года — Гастроли «ШЕСТЬ ВЕЧЕРОВ С ОПЕРОЙ»: опера Дж. Верди «ТРАВИАТА» в постановке Народного артиста России Дмитрия Бертмана, Выступление солистов Калининградского областного музыкального театра и «Геликон-опера» (г. Москва) совместно с хором и оркестром Ольштынской филармонии (в рамках Совместного проекта Калининградского областного музыкального театра, Московского театра «Геликон-опера» и Ольштынской филармонии (г. Ольштын, Польша)
февраль 2014 год — солистки Е.Артамонова и С.Кручинина приняли участие в культурной программе Зимних олимпийских игр в Сочи.
сентябрь 2015 года — Российские гастроли со спектаклями: рок-драма О.Болычевой «ЛЮБИТЬ НЕРОНА», спектакль Е.Гришковца «ОСАДА», музыкальная сказка Р.Стивенсона «ОСТРОВ СОКРОВИЩ» по маршруту Москва (Театр Луны) — Рыбинск — Кострома — Ярославль.
декабрь 2016 года — два гастрольных концерта в рамках культурной программы, организованной Посольством России в Кувейте. (совместно с артистами Костромского государственного драматического театра им. А. Н. Островского)
январь 2017 года — гастрольные концерты «В мире прекрасной оперетты» в г. Тчев и в г. Гдыня (Республика Польша)
март 2017 года — Большие обменные гастроли с Белорусским государственным академическим музыкальным театром. г. Минск, Белоруссия
сентябрь 2017 года — Обменные гастроли с Костромским государственным драматическим театром им. А. Н. Островского г. Кострома
февраль — март 2018 — региональные гастроли «Музыкальный экспресс» с концертами и спектаклями по городам и муниципальным образованиям Калининградской области.
март 2018 года — Обменные гастроли с Белорусским государственным академическим музыкальным театром. г. Минск, Белоруссия
май 2018 года — Гастроли солистов Г.Ананьиной, А.Дудницкого, С.Ананьина в Кувейте с программой: концерт-спектакль «Мир вашему дому», посвященный 73-й годовщине Победы в Великой Отечественной войне, и концерт-шоу «Культурное разнообразие» (совместно с артистами Костромского государственного драматического театра им. А. Н. Островского)
май 2018 года — гастроли с концертной программой «Старая пластинка» в г. Клайпеда (Литва)
октябрь 2021 года — монодрама О.Болычевой «АНТИВАГНЕР» в музее Российской государственной библиотеки искусств, Москва.

## Фестивали
2003 год — Театральный фестиваль «Споткане» — опера Дж. Верди «ТРАВИАТА» (г. Ольштын, Польша).
2004 год — Театральный фестиваль «Споткане» — мюзикл А.Шевцова «ЛЕВША» (г. Ольштын, Польша).
2006 год — Первый Международный фестиваль музыкальных театров — опера П. И. Чайковского «ЕВГЕНИЙ ОНЕГИН» (г. Омск, г. Тара)
2007 год — Международный фестиваль искусств «Балтийские Сезоны»: Дж. Гершвин «ГЕРШВИН-ГАЛА».
2010 год — Международный фестиваль искусств «Балтийские Сезоны»: рок-опера А.Рыбникова «ХОАКИН», опера Ж.Бизе «КАРМЕН».
2010 год — XVI Международный фестиваль имени Кристины Ямроз (Польша).
2015 год — XVI Международный Волковский фестиваль — рок-драма О.Болычевой «ЛЮБИТЬ НЕРОНА» (г. Ярославль).
2016 год — концерт на Международном фестивале «Балтийские Россы» (Каунас, Литва).
2016 год — VI фестиваль оперетты и мюзикла «ДОСSTAR» — выступление солистов Е.Артамоновой и А.Дудницкого (Караганда, Казахстан).
2017 год — XV Всероссийский театральный фестиваль «Дни А. Н. Островского в Костроме» — музыкально-фольклорная драма А. Н. Островского «БЕСПРИДАННИЦА». Актёр Станислав Ананьин стал Лауреатом фестиваля за исполнение роли Карандышева (г. Кострома).
2018 год — солист Сергей Тарасов стал Лауреатом V Международного фестиваля песни «Анна Герман» (Варшава, Польша).
2018 год — XV Фестиваль искусств «БАЛТИЙСКИЕ СЕЗОНЫ» — опера П. И. Чайковского «ИОЛАНТА».
2019 год — IV Фестиваль музыкальных театров «ВИДЕТЬ МУЗЫКУ» — опера П. И. Чайковского «ИОЛАНТА», Москва, на сцене «Геликон — опера».
2019 год — концерт русских романсов на XlV Международном фестивале культуры и искусства «Мой любимый романс» (Каунас, Литва)
2020 год — V Фестиваль музыкальных театров «ВИДЕТЬ МУЗЫКУ» — мюзикл М.Дунаевского «АЛЫЕ ПАРУСА», Москва, на сцене Московского Государственного Академического Детского музыкального театра им. Н. И. Сац.
2020 год — VII Международный Фестиваль-конкурс моноспектаклей «МОНОfest» — монодрама О.Болычевой «АНТИВАГНЕР», Пермь, на сцене Пермского Дома Актёра. Специальный приз жюри «За обращение к эстетике магического реализма в работе над современной пьесой».
2021 год — VI международный фестиваль современного театра «Наш кислород» — спектакль О.Болычевой «Успех, Кис-Кис!», Белгород, на сцене студенческого дворца культуры БГТУ им. В. Шухова. Актёр Антон Арнтгольц — победитель в номинации «лучшая мужская роль второго плана».
2021 год — XVIII Российский фестиваль театральных капустников «ВЕСЕЛАЯ КОЗА», Нижний Новгород, на сцене Дома актёра имени В. В. Вихрова.
2021 год — XXXVII Международный театральный фестиваль «Липецкие театральные встречи» — монодрама О.Болычевой «АНТИВАГНЕР», Липецк, на сцене Липецкого государственного академического театра им. Л. Н. Толстого.
2021 год — VI Фестиваль музыкальных театров «ВИДЕТЬ МУЗЫКУ» — рок-опера А.Рыбникова «Хоакин», Москва, на сцене Центра культуры и искусства «Меридиан».
2021 год — XII Международный фестиваль сценического фехтования «Серебряная шпага» имени Н. В. Карпова — номер «Месть Хоакина», Москва, на сцене Российского института театрального искусства — ГИТИС. ПРИЗ РЕКТОРА, Специальный приз от Игоря Криштофа — серебряная дага.
2021 год — XIV Международный конкурс молодых артистов музыкального театра (оперетта+мюзикл) «ОпереттаLand-2021», Москва, на сцене Московского государственного академического театра оперетты. Солистка Галина Окунева стала финалисткой, обладательницей специального приза — Премии СТД РФ в области музыкального театра в номинации «За вокальную выразительность и актёрское мастерство в жанре мюзикла», а также Лауреатом III премии «ОпереттаLand −2021».